# Oreopanax oerstedianus
Oreopanax oerstedianus är en araliaväxtart som beskrevs av Élie Marchal. Oreopanax oerstedianus ingår i släktet Oreopanax och familjen Araliaceae. Inga underarter finns listade.